# 顔振峠
顔振峠（かあぶりとうげ）は、奥武蔵の東部、埼玉県飯能市と越生町にある峠である。標高530m。峠には三軒の茶屋があり、奥武蔵グリーンラインや関東ふれあいの道の休憩場所として賑わう。峠から東に徒歩10分ほどのところに展望台があり、晴れた日にはさいたま副都心の高層ビルなどが見渡せる。

## 名前の由来
峠にある案内板によると、平安時代、源義経が京落ちで奥州へ逃れる際、あまりの絶景に何度も振り返ったため、また、その際のお供の武蔵坊弁慶があまりの急坂に顔を振りながら登った等が名前の由来になったと説明されている。
また、別の説明板には「冠のようにとがった山があることから冠（かんむり）が濁って顔振（かあふり）になった…」とあるが、『武蔵野話』（1815）には「越生領黒山村に嶺（とうげ）あり。北方より向うは高麗郡長沢村なり。この嶺をカアブリ嶺といふ。按ずるにこの嶺は秩父山の入口にて嶺のはじまりなり、終の嶺を足が窪嶺といふその頭に有ゆゑ冠嶺（かぶりとうげ）といふ。方言にてカアブリと唱る故に本字を失うとおもはる」と記されている。
戦後のハイキングブームにより、顔振（こおぶり、またはこうぶり）峠として広く知られるようになるが、地元近辺では顔振（かあぶり）と呼ぶ人が多かった為、現在では行政でも顔振峠（かあぶりとうげ）の呼称で統一している。（但し、国道299号線吾野トンネル付近の道路標示板には「顔振峠－kaburi pass」と表記されている。）
なお、『新編武蔵風土記稿』には、「カハブリ峠」（黒山村）及び「杉ノ峠(カアフリ峠とも…）」（長沢村）と表記されている。

## トピック
2001年から数年間、峠の南斜面で「風影（ふかげ）サンセットコンサート」という野外コンサートが開催され、サックスの坂田明などが来訪していた。